# Basketball-Ozeanienmeisterschaft 2013
Die Basketball-Ozeanienmeisterschaft 2013, die 21. Basketball-Ozeanienmeisterschaft, fand zwischen dem 14. und 18. August 2013 in Canberra, Australien und Auckland, Neuseeland statt. Es war das zweite Mal, dass beide Länder die Meisterschaft gemeinsam ausrichteten. Gewinner war Australien, das zum 18. den Titel erringen konnte. In der Serie konnte Neuseeland mit 2:0 Siegen geschlagen werden.

## Spielorte
| Land       | Ort      | Spielstätte               | Kapazität |
| ---------- | -------- | ------------------------- | --------- |
| Australien | Canberra | AIS Arena                 | 5.200     |
| Neuseeland | Auckland | North Shore Events Centre | 4.400     |

## Schiedsrichter
Ilija Belošević

 Vaughan Mayberry

 Dallas Pickering

## Teilnehmende Mannschaften
Australien
| Nummer | Position | Name                | Geburtsdatum | Größe      | Verein                             |
| ------ | -------- | ------------------- | ------------ | ---------- | ---------------------------------- |
| 4      | G        | Dante Exum          | 13.07.1995   | 1,98 Meter | Australian Institute of Sport      |
| 5      | G        | Patty Mills         | 11.08.1988   | 1,83 Meter | San Antonio Spurs                  |
| 6      | G        | Adam Gibson         | 30.10.1986   | 1,88 Meter | Adelaide 36ers                     |
| 7      | SF       | Joseph Ingles       | 02.10.1987   | 2,04 Meter | Maccabi Tel Aviv                   |
| 8      | F        | Ben Simmons         | 20.07.1996   | 2,03 Meter | Montverde Academy High School      |
| 9      | G        | Matthew Dellavedova | 08.09.1990   | 1,91 Meter | Saint Mary’s College of California |
| 10     | F        | David Barlow        | 22.10.1983   | 2,05 Meter | Stelmet Zielona Góra               |
| 11     | F        | Ryan Broekhoff      | 23.08.1990   | 2,01 Meter | Beşiktaş JK Istanbul               |
| 12     | F        | Cameron Bairstow    | 07.12.1990   | 2,06 Meter | University of New Mexico           |
| 13     | C        | David Andersen      | 23.06.1980   | 2,12 Meter | Fenerbahçe Ülker                   |
| 14     | F        | Anthony Petrie      | 03.06.1983   | 2,03 Meter | Adelaide 36ers                     |
| 15     | C        | Luke Nevill         | 19.02.1986   | 2,18 Meter | Townsville Crocodiles              |

 Neuseeland
| Nummer | Position | Name                        | Geburtsdatum | Größe      | Verein                                |
| ------ | -------- | --------------------------- | ------------ | ---------- | ------------------------------------- |
| 4      |          | Jordan Ngatai               | 07.03.1993   | 1,98 Meter | BYU–Hawaii Seasiders men's basketball |
| 5      |          | Everard Bartlett            | 06.02.1986   | 1,91 Meter | Hawke’s Bay Hawks                     |
| 6      |          | Izayah Mauriohooho Le ' Afa | 07.11.1996   | 1,78 Meter | Wellington Saints                     |
| 7      | SF       | Mika Vukona                 | 13.05.1982   | 1,98 Meter | New Zealand Breakers                  |
| 8      |          | Jarrod Kenny                | 17.09.1985   | 1,86 Meter | Hawke’s Bay Hawks                     |
| 9      |          | Corey Webster               | 29.11.1988   | 1,88 Meter | New Zealand Breakers                  |
| 10     | SG       | Thomas Abercrombie          | 05.07.1987   | 1,98 Meter | New Zealand Breakers                  |
| 11     | SF       | Benny Anthony               | 20.07.1988   | 1,98 Meter | Adelaide 36ers                        |
| 12     | SF       | Reuben Te Rangi             | 14.10.1994   | 1,97 Meter | New Zealand Breakers                  |
| 13     | SF       | Casey Frank                 | 23.10.1977   | 2,03 Meter | Wellington Saints                     |
| 14     |          | Jack Salt                   | 11.02.1996   | 2,05 Meter | New Zealand Breakers                  |
| 15     | C        | Alex Pledger                | 27.03.1987   | 2,13 Meter | New Zealand Breakers                  |

## Modus
Gespielt wurde in Form einer Best-of-Three Serie. Die Mannschaft, die zuerst zwei Siege erringen konnte, wurde Basketball-Ozeanienmeister 2013.

## Ergebnisse
| 14. August 2013 19:30 | Bericht | Neuseeland                                                              | 59 – 70 | Australien                                                              | North Shore Events Centre, Auckland, Neuseeland Schiedsrichter: Ilija Belošević, Vaughan Mayberry, Dallas Pickering |
| 14. August 2013 19:30 | Bericht | Punkte pro Viertel: 18 : 21, 21 : 11, 13 : 22, 7 : 16                   |         |                                                                         | North Shore Events Centre, Auckland, Neuseeland Schiedsrichter: Ilija Belošević, Vaughan Mayberry, Dallas Pickering |
| 14. August 2013 19:30 | Bericht | Punkte: Corey Webster 14 Rebounds: Mika Vukona 8 Assists: Mika Vukona 5 |         | Punkte: Patty Mills 20 Rebounds: Joe Ingles 8 Assists: Anthony Petrie 4 | North Shore Events Centre, Auckland, Neuseeland Schiedsrichter: Ilija Belošević, Vaughan Mayberry, Dallas Pickering |
| 14. August 2013 19:30 | Bericht |                                                                         |         |                                                                         | North Shore Events Centre, Auckland, Neuseeland Schiedsrichter: Ilija Belošević, Vaughan Mayberry, Dallas Pickering |

| 18. August 2013 16:00 | Bericht | Australien                                                           | 76 – 63 | Neuseeland                                                                            | AIS Arena, Canberra, Australien Schiedsrichter: Ilija Belošević, Vaughan Mayberry, Dallas Pickering |
| 18. August 2013 16:00 | Bericht | Punkte pro Viertel: 20 : 17, 13 : 22, 28 : 7, 15 : 17                |         |                                                                                       | AIS Arena, Canberra, Australien Schiedsrichter: Ilija Belošević, Vaughan Mayberry, Dallas Pickering |
| 18. August 2013 16:00 | Bericht | Punkte: Patty Mills 21 Rebounds: Luke Nevill 6 Assists: Joe Ingles 5 |         | Punkte: Corey Webster 16 Rebounds: Mika Vukona 9 Assists: BJ Anthony, Corey Webster 2 | AIS Arena, Canberra, Australien Schiedsrichter: Ilija Belošević, Vaughan Mayberry, Dallas Pickering |
| 18. August 2013 16:00 | Bericht |                                                                      |         |                                                                                       | AIS Arena, Canberra, Australien Schiedsrichter: Ilija Belošević, Vaughan Mayberry, Dallas Pickering |

| Australien         |
| Meister Australien |
| 18. Meisterschaft  |

## Statistiken

### Individuelle Statistiken

#### Punkte
| Gesamt | Gesamt              | Gesamt | pro Spiel | pro Spiel           | pro Spiel    |
| Platz  | Name                | Anzahl | Platz     | Name                | Durchschnitt |
| ------ | ------------------- | ------ | --------- | ------------------- | ------------ |
| 1      | Patty Mills         | 41     | 1         | Patty Mills         | 20,5         |
| 2      | Corey Webster       | 30     | 2         | Corey Webster       | 15,0         |
| 3      | Casey Frank         | 20     | 3         | Casey Frank         | 10,0         |
| 4      | Thomas Abercrombie  | 18     | 4         | Thomas Abercrombie  | 9,0          |
|        | Matthew Dellavedova | 18     |           | Matthew Dellavedova | 9,0          |

#### Rebounds
| Gesamt | Gesamt             | Gesamt | pro Spiel | pro Spiel          | pro Spiel    |
| Platz  | Name               | Anzahl | Platz     | Name               | Durchschnitt |
| ------ | ------------------ | ------ | --------- | ------------------ | ------------ |
| 1      | Mika Vukona        | 17     | 1         | Mika Vukona        | 8,5          |
| 2      | Joe Ingles         | 12     | 2         | Joe Ingles         | 6,0          |
|        | Luke Nevill        | 12     |           | Luke Nevill        | 6,0          |
| 3      | Thomas Abercrombie | 9      | 3         | Thomas Abercrombie | 4,5          |
| 4      | David Andersen     | 8      | 4         | David Andersen     | 4,0          |

#### Assists
| Gesamt | Gesamt         | Gesamt | pro Spiel | pro Spiel      | pro Spiel    |
| Platz  | Name           | Anzahl | Platz     | Name           | Durchschnitt |
| ------ | -------------- | ------ | --------- | -------------- | ------------ |
| 1      | Joseph Ingles  | 7      | 1         | Joseph Ingles  | 3,5          |
| 2      | Adam Gibson    | 5      | 2         | Adam Gibson    | 2,5          |
|        | Mika Vukona    | 5      |           | Mika Vukona    | 2,5          |
|        | Corey Webster  | 5      |           | Corey Webster  | 2,5          |
| 3      | David Andersen | 4      | 3         | David Andersen | 2,0          |

#### Blocks
| Gesamt | Gesamt             | Gesamt | pro Spiel | pro Spiel          | pro Spiel    |
| Platz  | Name               | Anzahl | Platz     | Name               | Durchschnitt |
| ------ | ------------------ | ------ | --------- | ------------------ | ------------ |
| 1      | Anthony Petrie     | 4      | 1         | Anthony Petrie     | 2,0          |
| 2      | Luke Nevill        | 2      | 2         | Luke Nevill        | 1,0          |
|        | Ben Simmons        | 2      |           | Ben Simmons        | 1,0          |
| 3      | Thomas Abercrombie | 1      | 3         | Thomas Abercrombie | 0,5          |
|        | Cameron Bairstow   | 1      |           | Cameron Bairstow   | 0,5          |

#### Steals
| Gesamt | Gesamt       | Gesamt | pro Spiel | pro Spiel    | pro Spiel    |
| Platz  | Name         | Anzahl | Platz     | Name         | Durchschnitt |
| ------ | ------------ | ------ | --------- | ------------ | ------------ |
| 1      | Patty Mills  | 9      | 1         | Patty Mills  | 4,5          |
| 2      | Jack Salt    | 4      | 2         | Jack Salt    | 2,0          |
| 3      | Dante Exum   | 2      | 3         | Dante Exum   | 1,0          |
|        | Jarrod Kenny | 2      |           | Jarrod Kenny | 1,0          |
|        | Ben Simmons  | 2      |           | Ben Simmons  | 1,0          |

### Kollektive Statistiken

#### Punkte
| Gesamt | Gesamt     | Gesamt | pro Spiel | pro Spiel  | pro Spiel    |
| Platz  | Name       | Anzahl | Platz     | Name       | Durchschnitt |
| ------ | ---------- | ------ | --------- | ---------- | ------------ |
| 1      | Australien | 146    | 1         | Australien | 73,0         |
| 2      | Neuseeland | 122    | 2         | Neuseeland | 61,0         |

#### Rebounds
| Gesamt | Gesamt     | Gesamt | pro Spiel | pro Spiel  | pro Spiel    |
| Platz  | Name       | Anzahl | Platz     | Name       | Durchschnitt |
| ------ | ---------- | ------ | --------- | ---------- | ------------ |
| 1      | Neuseeland | 61     | 1         | Neuseeland | 30,5         |
| 2      | Australien | 60     | 2         | Australien | 30,0         |

#### Assists
| Gesamt | Gesamt     | Gesamt | pro Spiel | pro Spiel  | pro Spiel    |
| Platz  | Name       | Anzahl | Platz     | Name       | Durchschnitt |
| ------ | ---------- | ------ | --------- | ---------- | ------------ |
| 1      | Australien | 31     | 1         | Australien | 15,5         |
| 2      | Neuseeland | 19     | 2         | Neuseeland | 9,5          |

#### Blocks
| Gesamt | Gesamt     | Gesamt | pro Spiel | pro Spiel  | pro Spiel    |
| Platz  | Name       | Anzahl | Platz     | Name       | Durchschnitt |
| ------ | ---------- | ------ | --------- | ---------- | ------------ |
| 1      | Australien | 11     | 1         | Australien | 5,5          |
| 2      | Neuseeland | 4      | 2         | Neuseeland | 2,0          |

#### Steals
| Gesamt | Gesamt     | Gesamt | pro Spiel | pro Spiel  | pro Spiel    |
| Platz  | Name       | Anzahl | Platz     | Name       | Durchschnitt |
| ------ | ---------- | ------ | --------- | ---------- | ------------ |
| 1      | Australien | 15     | 1         | Australien | 7,5          |
| 2      | Neuseeland | 10     | 2         | Neuseeland | 5,0          |

## Abschlussplatzierung
| Rang | Mannschaft |
| ---- | ---------- |
| 1    | Australien |
| 2    | Neuseeland |

Australien qualifizierte sich durch den 2:0-Erfolg für die Basketball-Weltmeisterschaft 2014 in der Spanien.